# 迪亚娜·莫卡努
迪亚娜·莫卡努（羅馬尼亞語：Diana Mocanu，1984年7月19日—），罗马尼亚女子游泳运动员，主攻仰泳。她曾代表罗马尼亚参加2000年夏季奥林匹克运动会游泳比赛，获得二枚金牌。